# Carlos Bertrand García-Tuñón
Carlos Bertrand García-Tuñón (Oviedo, 12 de octubre de 1890 – Gijón, 29 de abril de 1944) fue un empresario minero asturiano que desarrolló su actividad industrial en la primera mitad del siglo XX, perteneciente a una familia de origen belga y de larga tradición en las industrias minera, metalúrgica y naviera de la región.

## Biografía
Era hijo de Arturo Bertrand Renard, hijo menor de los belgas Charles Joseph Bertrand Demanet y Josephine Renard Gobert, y de Dolores García-Tuñón Fernández-Tuñón, hija de Jovino García de Tuñón y Fernández-Longoria, quien sería senador por la provincia de Matanzas (Cuba), y de Ramona Fernández-Tuñón Fernández-Cuevas. Charles Joseph había arribado a España en 1846, contratado por el general Francisco Elorza para ocuparse del taller de molderías (adornos, bustos y estatuas) de la Fábrica de Armas de Trubia, de la que era director. Con el tiempo, en 1856, y su nombre de pila españolizado, Carlos Bertrand Demanet se estableció en Oviedo, y creó la Fábrica de Fundición y Construcción de Bertrand, en 1860, sita en el ovetense paseo de Santa Clara (hoy calle del Progreso). Esta fundición sería rebautizada por sus herederos como Fundición y Construcción Bertrand Hermanos, algunas de cuyas producciones aún pueden verse en las calles de Oviedo. Bertrand Demanet era propietario también de numerosas concesiones de minas, sobre todo en el valle del Turón, y fue el iniciador de una saga de empresarios metalúrgicos, mineros y navieros, que efectuaría una notable contribución a la industrialización de Asturias. 
Con este bagaje y sus numerosas relaciones familiares, Carlos Bertrand García-Tuñón, nieto del industrial belga, se asoció con Ismael Quintana Rodríguez, y ambos crearon, en la segunda década del siglo XX, la sociedad Quintana y Bertrand, Ltda., que perduraría hasta la muerte de Quintana, en 1939. Quintana y Bertrand se constituyó como agente de la sociedad Hulleras de Veguín y Olloniego, de la cual eran consejeros ambos socios, introducidos por los también consejeros y accionistas de dicha sociedad Eugenio Bertrand Renard, tío paterno de Carlos, y Eugenio Quintana Lavilla, padre de Ismael. Daban continuidad, de esta manera, a los negocios que ambas familias venían desarrollando durante décadas en los cotos mineros de Veguín y Olloniego. 
Con sede en la calle de Mariano Pola, número 12, en el entonces llamado Boquete de Bertrand, en Gijón, y oficinas en la localidad de San Juan de Nieva, muy cerca del puerto de Avilés, Quintana y Bertrand explotó inicialmente y durante muchos años la mina “Cristina”, a la que después se añadirían las minas “Sola”, “Caudal”, “Cutrífera” y “Fayedo”, entre otras, y, años más tarde, en 1939, arrendó las minas “Fortuna”, “Rebollada” y “Copián” a la Sociedad Minera del Caudal y del Aller. La firma Quintana y Bertrand, que en 1922 producía ya unas 7.000 toneladas de carbón, llegó a tener contratados a unos 650 obreros.
En 1923, Bertrand fue elegido vicepresidente de la Asociación de Explotaciones Mineras de Asturias, entidad de la que era abogado Jovino Bertrand García-Tuñón, su hermano mayor.
En los inicios de su alianza, en 1919, Bertrand y Quintana construyeron en los astilleros de Pasajes (Guipúzcoa), el vapor “Elda”, como el primero de sus barcos destinados al transporte de carbón. Bertrand fue copropietario también del costero “Iturri Ripa”, que quedaría desbaratado en Punta Vergajo (Santander) por la furia del oleaje cantábrico en 1941, y del “Luis Adaro”, vapor que vivió sus propias vicisitudes durante la guerra civil española. 
Tras el fallecimiento de su socio Ismael Quintana, en julio de 1939, continuó con los negocios hulleros y navieros, y constituyó, en 1941, con sus hijos mayores de edad en ese momento, la sociedad Carlos Bertrand, S.A, a la que se irían incorporando como accionistas el resto de sus vástagos a medida que fueron alcanzando la mayoría de edad, y finalmente, su viuda. Fue, además, en la última etapa de su vida, presidente de la compañía naviera Vapor Luis Adaro, S.A., donde era socio de Gumersindo Junquera Blanco, y gerente de la compañía mercantil Bertrand, Ruiz de Velasco, Álvarez y Paquet, S.A. (BRAPSA). 
Después de su muerte, Carlos Bertrand, S.A., fundaría como socia mayoritaria, en enero de 1947, la Compañía Naviera Astur Andaluza, que operó en el cabotaje marítimo durante casi cuarenta años, hasta su desaparición en la segunda mitad de los años 80 del siglo XX. El primero de los barcos de esta empresa se bautizó como “Carlos Bertrand”, en honor del padre y mentor prematuramente fallecido. Fundadora de la Naviera Astur Andaluza fue también la Sociedad Andaluza de Cementos Portland, que tenía a la familia Rojas Marcos como accionista de referencia, con la que Bertrand había mantenido intensas relaciones comerciales, probablemente gracias a la ubicación en Tudela Veguín de la primera fábrica de Cementos Portland.

### Matrimonio e hijos
En 1911, un día antes de cumplir los 21 años, se casó con su prima en primer grado Blanca Bertrand Fernández-Castrillón, tercera de las cinco hijas del hermano de su padre Carlos Bertrand Renard, conocido industrial propietario de la Compañía Gijonesa de Maderas C. Bertrand, Sucesores de D.F. Castrillón. Tuvieron once hijos: Carlos (catedrático en la Escuela de Ingeniería de Minas de Oviedo y vicerrector de la Universidad de Oviedo) , Ignacio (alcalde de Gijón de 1961 a 1970), Luis, Mario, Alfonso, Leopoldo, Jaime, Blanca, Clementina, Celestina y Josefina. 

### Fallecimiento
Carlos Bertrand García-Tuñón murió arrollado por un tranvía, en la calle Corrida de Gijón, en la tarde del 29 de abril de 1944, a los 53 años de edad. Su repentino fallecimiento en accidente causó una verdadera conmoción en la ciudad, donde era muy conocido y a cuyo desarrollo había contribuido generosamente durante toda su vida. Entre otras aportaciones y como gran aficionado a los toros, colaboró tras la Guerra Civil en la reconstrucción de la plaza del Bibio, de la que era accionista; también aportó recursos para la construcción del hoy conocido enclave turístico Mirador del Fito, cerca de la localidad de Arriondas, y efectuó la donación del piano con el que entonces contaba la Sociedad Filarmónica Gijonesa, entre otras muchas contribuciones sociales y benéficas. Tan solo unas semanas después de su desaparición, el Ayuntamiento de Gijón aprobó darle su nombre a una calle de la ciudad, que fue precisamente la vía donde se ubica un edificio construido por él (proyectado por el arquitecto Pedro Cabello Máiz en 1940 y construido tres años después), y en el que residió durante muchos años su viuda, la actual calle de Carlos Bertrand García-Tuñón (antes llamada travesía del 18 de Julio, antes travesía de la Libertad y originariamente, travesía de Isabel II).